# Сара Джей
Sara Jay (англ. Sara Jay; 14 ноября 1977, Цинциннати, Огайо, США) — американская порноактриса.

## Карьера
Сара Джей окончила университет города Цинциннати по специальности «психология». Ещё во время учёбы начала подрабатывать стриптизёршей. В 2001 году, после окончания университета, поехала в Лас-Вегас для участия в съёмках порнофильмов. В том же году начала свою порнокарьеру. Много снимается в межрасовых сценах. В 2009 году на Urban X Awards Сара Джей выиграла в номинации «лучшая межрасовая звезда». В 2011 году актриса была введена в «Зал славы» (англ. Hall of Fame) Urban X Awards. Сара Джей самостоятельно спродюсировала фильм «Sara Jay Loves Black Cock», вышедший в 2008 году.
На 2018 год снялась в 519 порнофильмах.

## Награды
- 2009 год: Urban X Award — лучшая межрасовая звезда[2]
- 2011 год: Urban X Awards — «Зал славы»[3]